# Kevin Naßhan
Kevin Naßhan (* 1992 in Saarlouis) ist ein deutscher Jazzmusiker (Schlagzeug, Komposition) und Bigband-Leader.

## Leben und Wirken
Naßhan, der in einer musikalischen Familie aufwuchs, erhielt eine musikalische Früherziehung; seit 1999 erhielt er eine musikalische Ausbildung an der Musikschule Püttlingen. Seit seinem elften Lebensjahr ist er Mitglied im Großen Orchester der Musikfreunde Hülzweiler, wo er Schlagwerk spielte. Mit 14 Jahren erhielt er ein Stipendium für ein Musikcamp in den USA, wo er erstmals in einer Big Band spielen konnte. Er war seit 2009 viele Jahre Mitglied der Landesschüler-Bigband Jazztrain sowie seit 2012 des Jugend-Jazz-Orchesters des Saarlandes. Sein Instrumentalstudium an der Hochschule für Musik Saar bei Oliver Strauch schloss er 2017 mit dem Bachelor of Arts ab. Zwischen 2018 und 2022 absolvierte er sein Masterstudium an der Hochschule für Musik und Darstellende Kunst Mannheim bei Michael Küttner und Bodek Janke. Hinzu kam Privatunterricht bei Gregory Hutchinson; auf Workshops erhielt er außerdem Anregungen von Jeff Hamilton, Jochen Rückert, Billy Drummond, Benny Greb und Paul Höchstädter.
2014 gründete Naßhan seine eigene Bigband, das Silent Explosion Orchestra, für dessen Projekte er Solisten wie James Morrison, Dusko Goykovich, Jiggs Whigham, Jörg Achim Keller oder Ludwig Nuss gewinnen konnte. 2018 veröffentlichte er das Debütalbum Prologue seines Silent Explosion Orchestra beim Label Jazz ’n’ Arts Records, das Coverversionen bekannter Popsongs und Eigenkompositionen enthielt. 2021 folgte bei Unit Records das Album Portraits of New York City. Mit ihrem Album Paintings of an Exhibition (Jazzsick Records 2025) lud die 18-köpfige Formation unter der Leitung von Dirigent David Hveem zum Besuch einer imaginären Gemäldegalerie ein. Er leitet zudem ein eigenes Quintett und gehört zur Band von Peter Hedrich und zur Big Band der saarländischen Polizei.
Naßhan ist weiterhin als Dirigent des Großen Orchesters des Vereins der Musikfreunde Hülzweiler tätig.

## Preise und Auszeichnungen
Naßhan errang 2011 beim Wettbewerb Jugend musiziert den 1. Preis auf Landesebene und eine Weiterleitung zum Bundeswettbewerb. Mit Caleido Club erlangte er 2014 den 2. Platz beim Wettbewerb Future Sounds der Leverkusener Jazztage. Beim Internationalen Big Band Competition in Hoofddorp erreichte das Silent Explosion Orchestra 2019 einen Platz in der First Class; Naßhan wurde beim gleichen Wettbewerb mit einem Solistenpreis ausgezeichnet.